# Старобазановский сельсовет
Старобазановский сельсовет — муниципальное образование в Бирском районе Башкортостана.

## История
Согласно «Закону о границах, статусе и административных центрах муниципальных образований в Республике Башкортостан» имеет статус сельского поселения.

## Население
| 2002  | 2009  | 2010  | 2012  | 2013  | 2014  | 2015  |
| ----- | ----- | ----- | ----- | ----- | ----- | ----- |
| 1288  | ↗1382 | ↗1393 | ↘1379 | ↘1355 | ↘1313 | ↘1289 |
| 2016  | 2017  |       |       |       |       |       |
| ↘1281 | ↘1254 |       |       |       |       |       |

## Состав сельского поселения
| № | Населённый пункт | Тип населённого пункта       | Население |
| - | ---------------- | ---------------------------- | --------- |
| 1 | Старобазаново    | село, административный центр | ↗483      |
| 2 | Акуди            | село                         | ↗467      |
| 3 | Усаково          | деревня                      | ↘223      |
| 4 | Кояново          | село                         | ↗130      |
| 5 | Среднебазаново   | деревня                      | ↗90       |